# Miłkowice (województwo wielkopolskie)
Miłkowice – wieś w Polsce położona w województwie wielkopolskim, w powiecie tureckim, w gminie Dobra nad zachodnim brzegiem zbiornika Jeziorsko.
Od 1 stycznia do 12 października 1973 w gminie Ustków.
W latach 1975–1998 miejscowość administracyjnie należała do województwa konińskiego.
Była to wieś szlachecka, gniazdo rodziny Miłkowskich herbu Abdank. Z Liber beneficiorum Jana Łaskiego wynika, że w drugiej połowie XV wieku stał tu już kościół, ufundowany prawdopodobnie przez Mikołaja Miłkowskiego, który pojął za żonę Katarzynę z Romiszewic. W czasie wizyty biskupiej w roku 1683, stwierdzono tu istnienie drewnianego kościoła z trzema ołtarzami. W 1787 roku Ignacy Lipski, łowczy wschowski, miejscowy dziedzic, wystawił, nowy drewniany kościół na podstawie krzyża, który w 1849 roku "w perzynę obrócony został". Dziedzic Miłkowic, Tomasz Bogdański, postawił rok później kościół z tzw. pruskiego muru, który się okazał bardzo nietrwałym. Obecny, neogotycki kościół św. Mikołaja został zbudowany w końcu XIX wieku. Znajdują się w nim m.in. obraz świętego Antoniego z XVIII wieku, krucyfiks rokokowy, dwie monstrancje: rokokowa oraz z końca w XVIII wieku, a także kielich ze stopą z około 1640 roku.